# Diphyus niikunii
Diphyus niikunii är en stekelart som först beskrevs av Matsumura 1912.  Diphyus niikunii ingår i släktet Diphyus och familjen brokparasitsteklar. Inga underarter finns listade i Catalogue of Life.